# 楊載 (元)
楊 載（よう さい、1271年 - 1323年）は、中国元代の詩人・学者。字は仲弘。虞集・掲傒斯・范梈とともに元詩の四大家と呼ばれることがある。

## 生涯
先祖は建州浦城県の出身。父の楊潜は南宋の諸生（科挙の受験候補生）だった。幼いときに両親を失って杭州に移り、勉学に励み、博覧、文章を作れば意気横溢というほどになる。40歳まで官途に就こうとしなかったが、戸部の賈国英がたびたび推薦し、科挙を経ずに翰林国史院編修官となり『武宗実録』の編纂にたずさわる。延祐2年（1315年）、仁宗が科挙を復活した時に進士となり、承務郎饒州路同知浮梁州事に任命され、ついで儒林郎寧国路総管府推官となる。やがてまもなく没する。
同時期に翰林にいた趙孟頫が楊載の文章を重んじたことから、元の朝廷をはじめとして世人に影響を与えるようになる。楊載の詩文は「気力・気骨」を主とし、テーマは広く採り、感じたことを直截に表現するのが特徴である。

## 著書
- 『詩法家数』
- 『楊仲宏集』
- 『唐音選』